# Die Spur führt in den 7. Himmel
Die Spur führt in den 7. Himmel ist ein fünfteiliger Kriminal-Fernsehfilm des Deutschen Fernsehfunks (DFF) von Rudi Kurz aus dem Jahr 1963. Der Kriminalfilm-Fünfteiler entstand nach einem gemeinsam von Karl Georg Külb und Rudi Kurz verfassten Drehbuch. Die Premiere und deutschsprachige Erstausstrahlung erfolgte am 12. Dezember 1963 im Programm des Deutschen Fernsehfunks (DFF).

## Handlung
Der Wiener Kriminalkommissar Hermann Müller hat sich, unterstützt von seinen Assistenten Kasparek und Haberkorn, mit einer Reihe von Morden und anderen Verbrechen zu beschäftigen, deren Spuren alle in das Nachtlokal „7. Himmel“ führen. In diesem sehr exklusiven Klub verkehrt die elegante Lebewelt Wiens: Reiche Snobs, Hasardeure und Zuhälter der bürgerlichen Gesellschaft. Im „7. Himmel“ geschehen außerdem rätselhafte Dinge, die allesamt den Verdacht der Kriminalpolizei erhärten.

## Darstellerische Besonderheiten
Das von Vera Oelschlegel als Janine in einer Szene vorgetragene Lied wird rein stimmlich von der französischen Chansonsängerin Nicole Felix gedoubelt.
Außerdem hat auch der Regisseur Rudi Kurz, in einer Szene als Chemiker, einen kurzen Auftritt vor der Kamera.
Überzeugend und realistisch klingt der von einigen Akteuren vorgetragene österreichische Dialekt. Was weiter auch kein Wunder ist, besaßen doch die allermeisten wie Peter Sturm, Thomas Weisgerber, Horst Schäfer, Katja Paryla, Erika Pelikowsky oder Otto Stark österreichische Wurzeln bzw. hatten vormals im Alpenland einen nicht unbeträchtlichen Zeitraum ihres Lebens verbracht.

## Hintergrund
Für die DDR war im Dezember 1963 die TV-Konkurrenz der Systeme, neben der ARD, mittlerweile um das erst im April des Jahres gestartete ZDF gewachsen. Diese Konkurrenzsituation war, insbesondere auf dem Gebiet des Krimigenres, stets eine heikle Angelegenheit. Einerseits wollte man beim Deutschen Fernsehfunk (DFF) in Berlin-Adlershof auf dieses Genre, das den Zuschauern Unterhaltung, Spannung, aber auch Entspannung versprach, nicht verzichten. Schließlich zählten doch Kriminalfilme und Kriminalspiele auch in der DDR mit Abstand zum beliebtesten Genre, das die potentiellen TV-Zuschauer damals im Abendprogramm des DFF ab 20:00 Uhr sehen wollten. Erst auf dem zweiten und dritten Platz folgten, mit erheblichen Abstand, Spiel- und Fernsehfilme sowie Unterhaltungssendungen. Auf der anderen Seite war aber, nach der offiziell geltenden Sichtweise, gerade seit dem Mauerbau am 13. August 1961, dem Verbrechen in der DDR, durch den nun geltenden realen Sozialismus, der Boden entzogen worden. Woher also die Fälle nehmen?
Da nach dieser Sichtweise die Ursachen für Kriminalität einzig auf westlicher Seite liegen konnten, spielten die ab 1961 für den DFF produzierten Fernsehkrimis auch weiterhin ausschließlich dort und mussten, in ihrem Handlungsablauf, zumeist immer wieder ideologisch eingefärbte Anspielungen und Hinweise, zu schädlichen Einflüssen aus dem Westen oder gesellschaftlichen Unterschieden in Ost und West, enthalten.
Die 5-teilige Produktion „Die Spur führt in den 7 Himmel“ aus dem Jahr 1963 kommt allerdings völlig ohne derartige Hinweise und Anspielungen aus. Was möglicherweise auch darin zu sehen ist, das die Filmhandlung nicht direkt auf westdeutscher Seite, sondern im, damals auch von der DDR anerkannten, neutralen Österreich spielt.
Erst ab 1971 sollte es dann mit dem Polizeiruf 110 so etwas wie einen eigenen DDR-Fernsehkrimi geben.

## DVD-Veröffentlichung
Am 24. Mai 2015 wurde diese DFF-Produktion von Studio Hamburg Enterprises, vollständig und ungekürzt, sowie digital restauriert, im Rahmen der DVD-Edition DDR TV-Archiv veröffentlicht.

## Episodenliste
| Nr. (ges.) | Nr. (St.) | Originaltitel | Erstausstrahlung DDR   | Regie     |
| --- | --------- | ------------- | ---------------------- | --------- |
| 1 | 1         | Erster Teil   | 12. Dezember 1963, DFF | Rudi Kurz |
| Am späten Abend waren mehrere Besucher bei Juwelier Pröbstel, der am nächsten Morgen ermordet aufgefunden wird. Wenig später geschieht ein zweites Verbrechen. Als Schuldige am gewaltsamen Tod des Geldverleihers Josef Lehnert kommen diverse Verdächtige in Frage … Laufzeit: 56:21 |           |               |                        |           |
| 2 | 2         | Zweiter Teil  | 14. Dezember 1963, DFF | Rudi Kurz |
| Der Playboy Bob Radtke wird des Mordes am alten Lehnert verdächtigt. Da Bob in Haft auch weiterhin seine Unschuld beteuert, gerät Emmi Lehnert in Verdacht. Da geschieht auf dem Maskenball im „7. Himmel“ ein weiterer Mord. Das Opfer ist Cesare Cenutti … Laufzeit: 51:15 |           |               |                        |           |
| 3 | 3         | Dritter Teil  | 15. Dezember 1963, DFF | Rudi Kurz |
| Emmi Lehnert unternimmt einen Selbstmordversuch. Als sie wieder zu sich kommt, bezichtigt sie sich selbst des Mordes an ihrem Vater und an Cenutti. Als man ihr nicht glaubt, behauptet sie, ihr Bruder, der Konsul Arthur Lehnert, habe die beiden Morde begangen. Wenig später wird auf Emmi ein Mordanschlag mit einer Drahtschlinge verübt … Laufzeit: 45:14                             |           |               |                        |           |
| 4 | 4         | Vierter Teil  | 17. Dezember 1963, DFF | Rudi Kurz |
| Der Mordversuch an Emmi Lehnert ist fehlgeschlagen. Sie fürchtet, dass ihr Bruder ihr nun nach dem Leben trachtet. Als die Polizei anfängt, den Tennis-Trainer Bernd Vanderheyd und Freddy Zahbusch, den Kellner aus dem „7. Himmel“, zu verdächtigen, geschieht ein weiterer Mord: Konsul Arthur Lehnert ist vergiftet worden … Laufzeit: 50:30                                             |           |               |                        |           |
| 5 | 5         | Fünfter Teil  | 19. Dezember 1963, DFF | Rudi Kurz |
| Konsul Lehnert wird in seinem Jagdhaus vergiftet aufgefunden. Auf Grund eines Abschiedsbriefes wird Selbstmord konstatiert. Die Echtheit des Briefes wird jedoch angezweifelt. Neue Ermittlungen fördern schließlich die kriminelle Vergangenheit eines bereits wieder fast entlasteten Verdächtigen zutage. Als ihm die Morde angelastet werden, versucht er zu entkommen … Laufzeit: 52:55 |           |               |                        |           |